# Зараєць
Зараєць (пол. Zarajec) — село в Польщі, у гміні Модлібожиці Янівського повіту Люблінського воєводства.
Населення — 247 осіб (2011).
У 1975-1998 роках село належало до Тарнобжезького воєводства.

## Демографія
Демографічна структура станом на 31 березня 2011 року:
|          | Загалом | Допрацездатний вік | Працездатний вік | Постпрацездатний вік |
| -------- | ------- | ------------------ | ---------------- | -------------------- |
| Чоловіки | 112     | 18                 | 79               | 15                   |
| Жінки    | 135     | 21                 | 76               | 38                   |
| Разом    | 247     | 39                 | 155              | 53                   |